# Брантфорд
Брантфорд (на английски: Brantford, на френски: Brantford) е град в провинция Онтарио, Канада. Населението на града през 2011 година е 93 650 души.

## Личности
Родени в града:
- Уейн Грецки (р. 1961), канадски хокеист

## Побратимени градове
- Остров Великополски, Полша